# Charmont (Rebsorte)
Charmont ist eine Weißweinsorte. Es handelt sich um eine Neuzüchtung aus dem Jahr 1965 zwischen Chasselas (oder Gutedel) x Chardonnay. Die Züchtung erfolgte durch Jean-Louis Simon an der Station Federale de Recherches en Production Vegetale de Changins, dem Eidgenössischen Forschungsanstalt für Pflanzenbau (Agroscope Changins-Wädenswil) in Pully. Die nachfolgende Selektion erfolgte durch André Jaquinet. Aus der gleichen Kreuzung ging die Rebsorte Doral hervor.
Die Rebe wird nur in der Schweiz angebaut. Im Jahr 2008 wurden 9,4 Hektar bestockter Rebfläche offiziell erhoben, im Jahr 2022 lag die bestockte Rebfläche bei 10,5 ha.
Züchtungsziel war es, eine dem Chasselas ähnliche Sorte mit gleichmäßigeren Erträgen zu schaffen. Außerdem sollte die Traube etwas weniger Säure aufweisen und einen höheren Zuckergehalt (→ Mostgewicht) bilden können. In guten Lagen erbringt der Charmont tatsächlich sehr reifes Lesegut und die Weine ähneln einem Chardonnay, ohne jedoch dessen Eleganz aufzuweisen, da die Säure in diesen Fällen zu niedrig ausfällt.
Synonyme: Pully 1-33
Abstammung: Chasselas × Chardonnay